# Issaguen
Issaguen (en àrab اساكن, Isāgn; en amazic ⵉⵙⴰⴳⵏ) és una comuna rural de la província d'Al Hoceima, a la regió de Tànger-Tetuan-Al Hoceima, al Marroc. Segons el cens de 2014 tenia una població total de 17.095 persones.

## El jurament del Llano Amarillo
El 12 de juliol de 1936, durant unes maniobres de l'exèrcit espanyol a Llano Amarillo, prop de Ketama, es va realitzar l'anomenat "jurament previ a la batalla", que desembocaria en el cop militar a Espanya de 1936. En commemoració per part del govern de la dictadura, en finalitzar la guerra es va erigir el 1940, el Monument del Llano Amarillo, en aquest lloc de les muntanyes del Rif.
En 1956, quan es posa fi al Protectorat Espanyol del Marroc, el govern de Francisco Franco decidí traslladar aquest monument al Monte Hacho de Ceuta. En l'actualitat roman en aquesta ubicació.